# Grisolles (Tarn-et-Garonne)
Grisolles ist eine französische Gemeinde mit 4206 Einwohnern (Stand: 1. Januar 2022) im Département Tarn-et-Garonne und der Hauptort (chef-lieu) des  Kantons Verdun-sur-Garonne.
Die Gemeinde befindet sich etwa 30 km nördlich von Toulouse und 20 km südlich von Montauban, im Tal der Garonne.

## Bevölkerungsentwicklung
| Jahr      | 1962  | 1968  | 1975  | 1982  | 1990  | 1999  | 2017  |
| --------- | ----- | ----- | ----- | ----- | ----- | ----- | ----- |
| Einwohner | 1.883 | 2.126 | 2.349 | 2.619 | 2.772 | 2.917 | 4.117 |

## Sehenswürdigkeiten

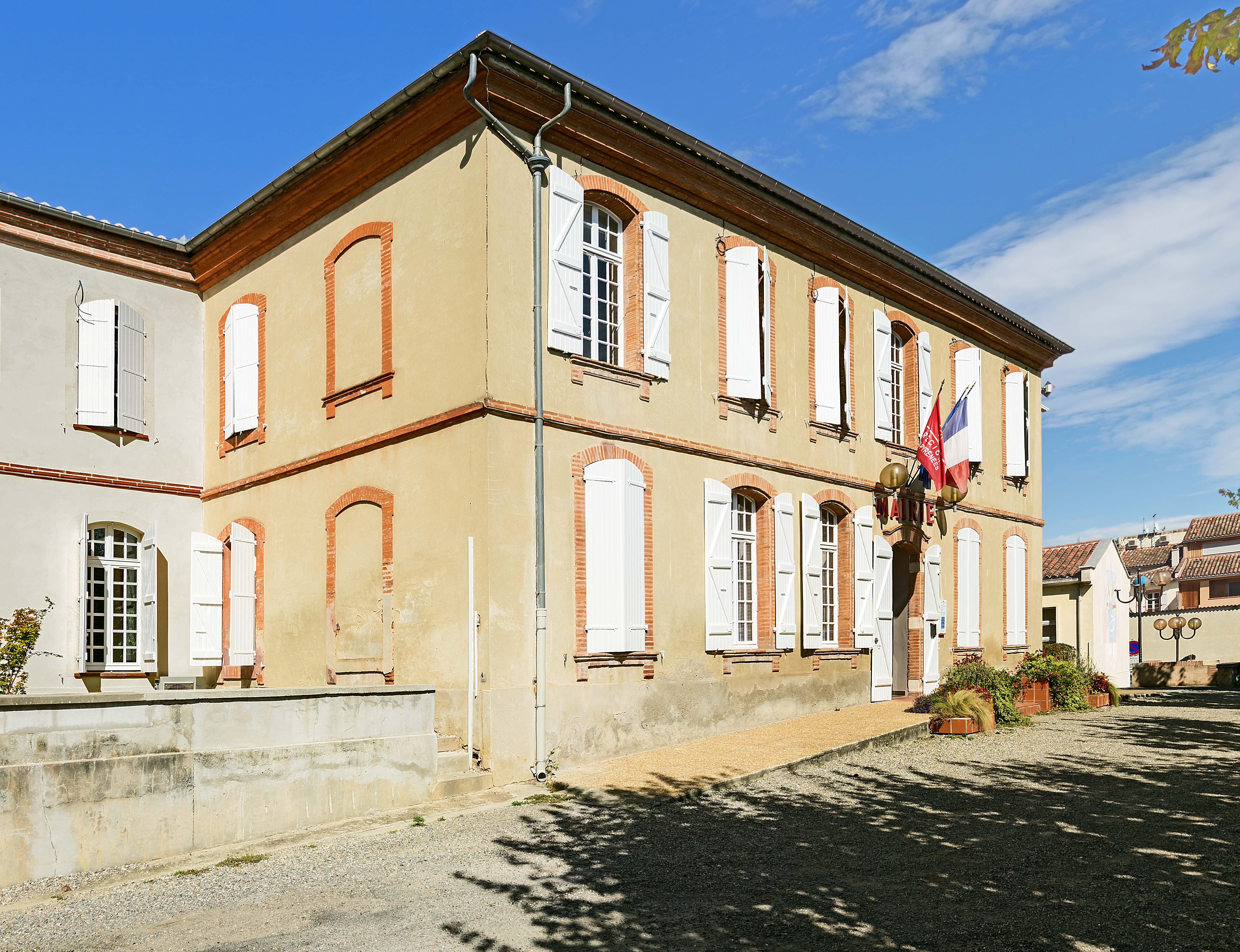
Mairie (Rathaus) Grisolles

- Kirche Saint-Martin aus dem 13. Jahrhundert
- Musée Calbet, Museum für volkstümliche Kunst und Tradition
- Markthalle aus dem Jahr 1894
- Burg

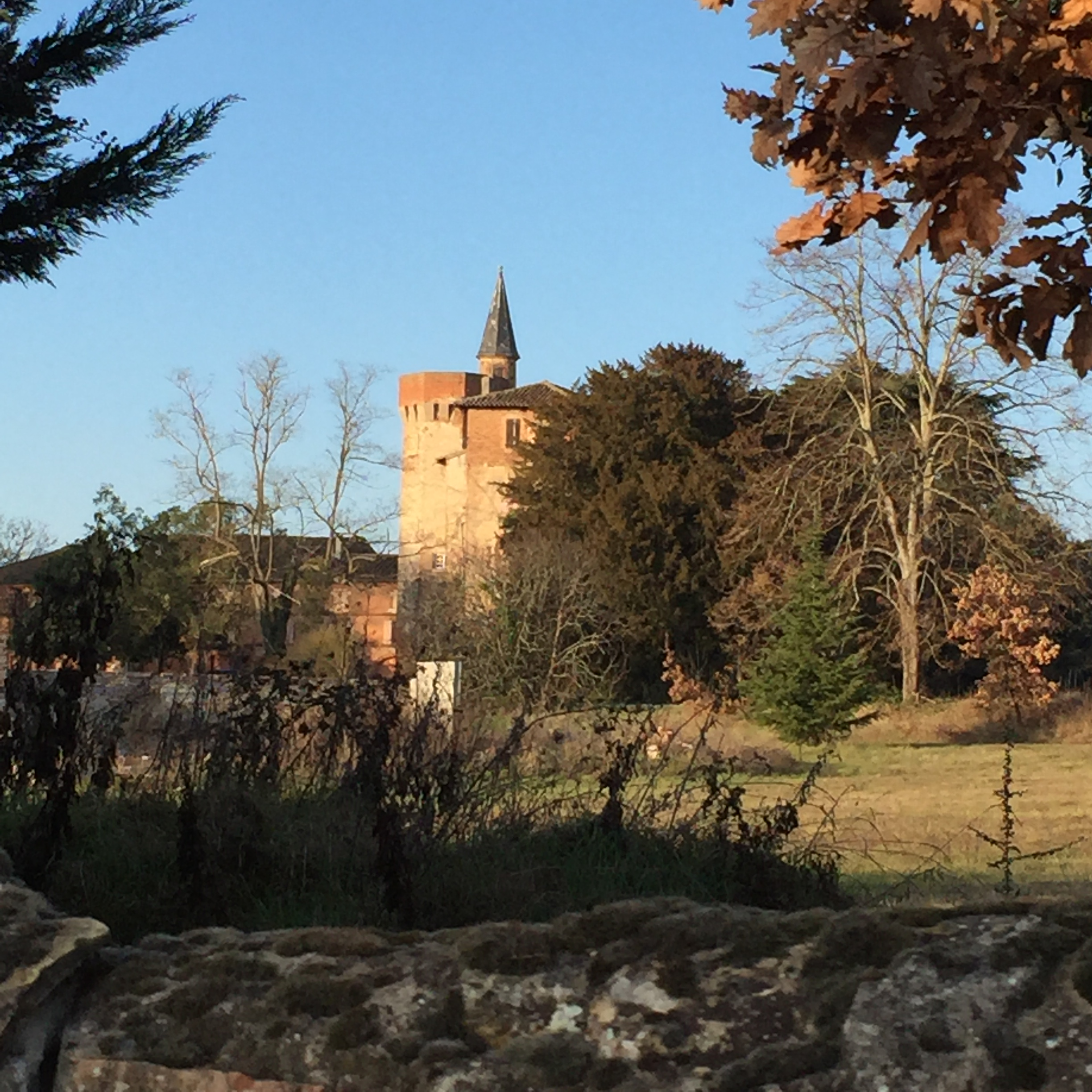
Burg Grisolles
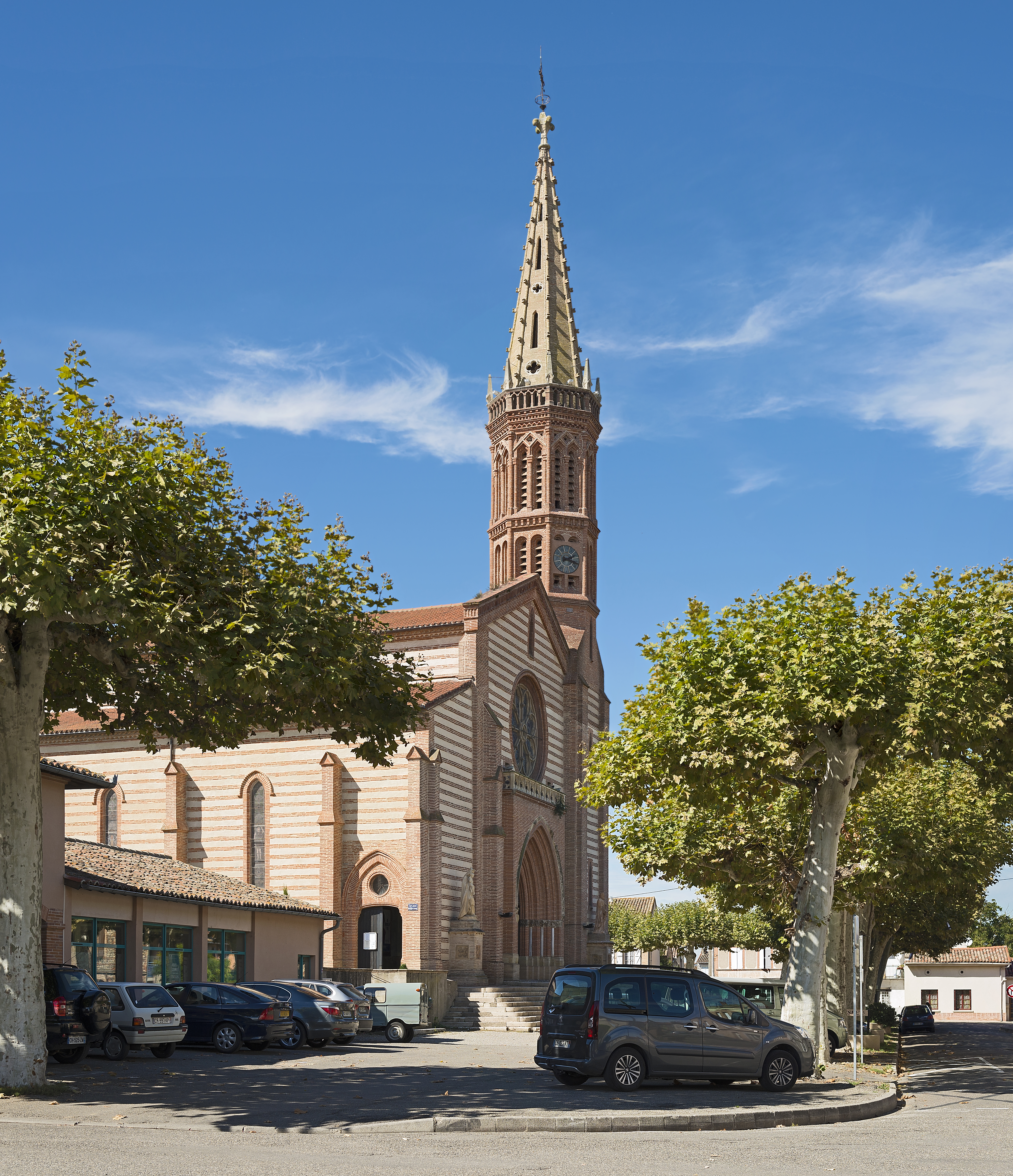
Kirche Saint-Martin
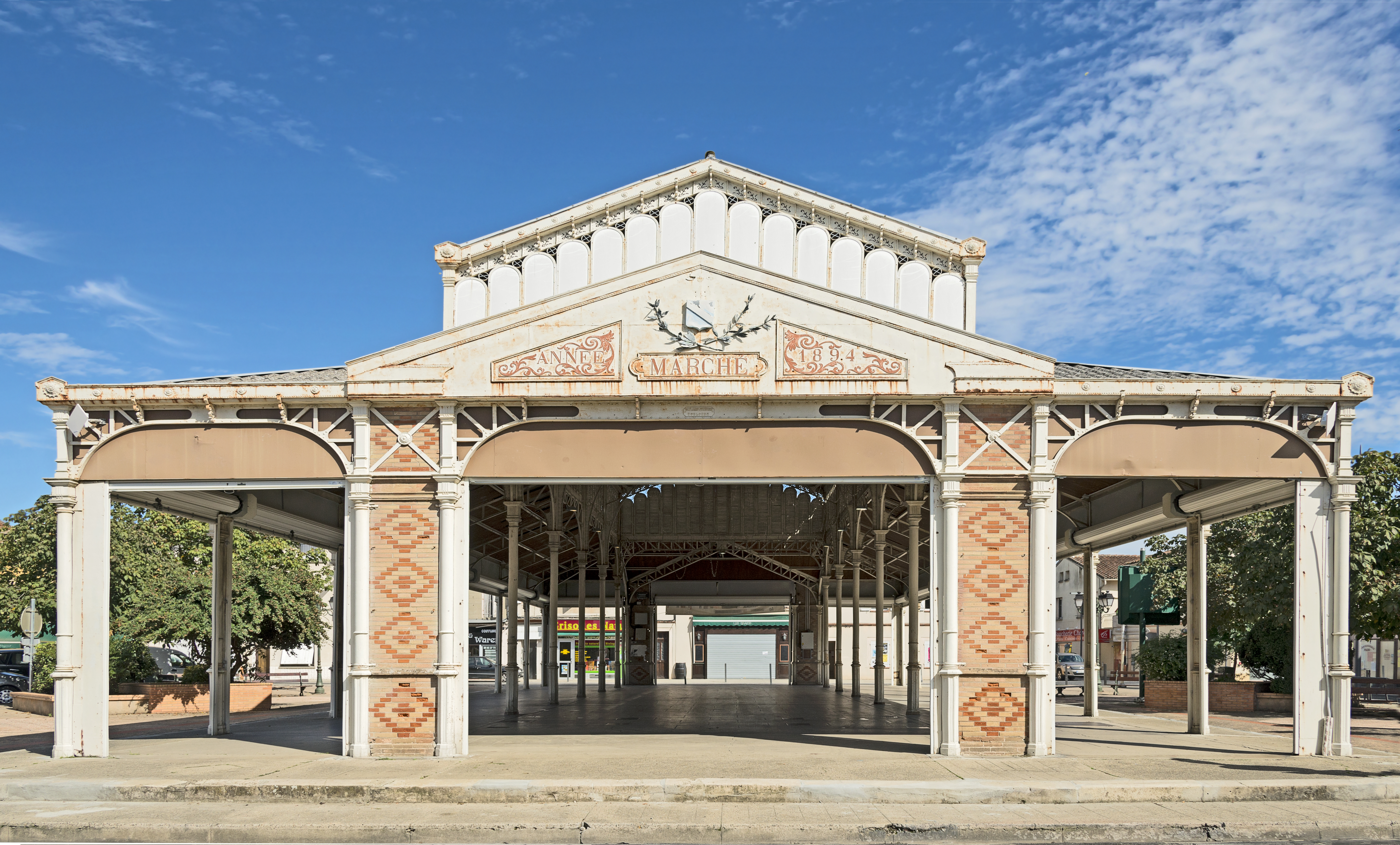
Fassade der Markthalle
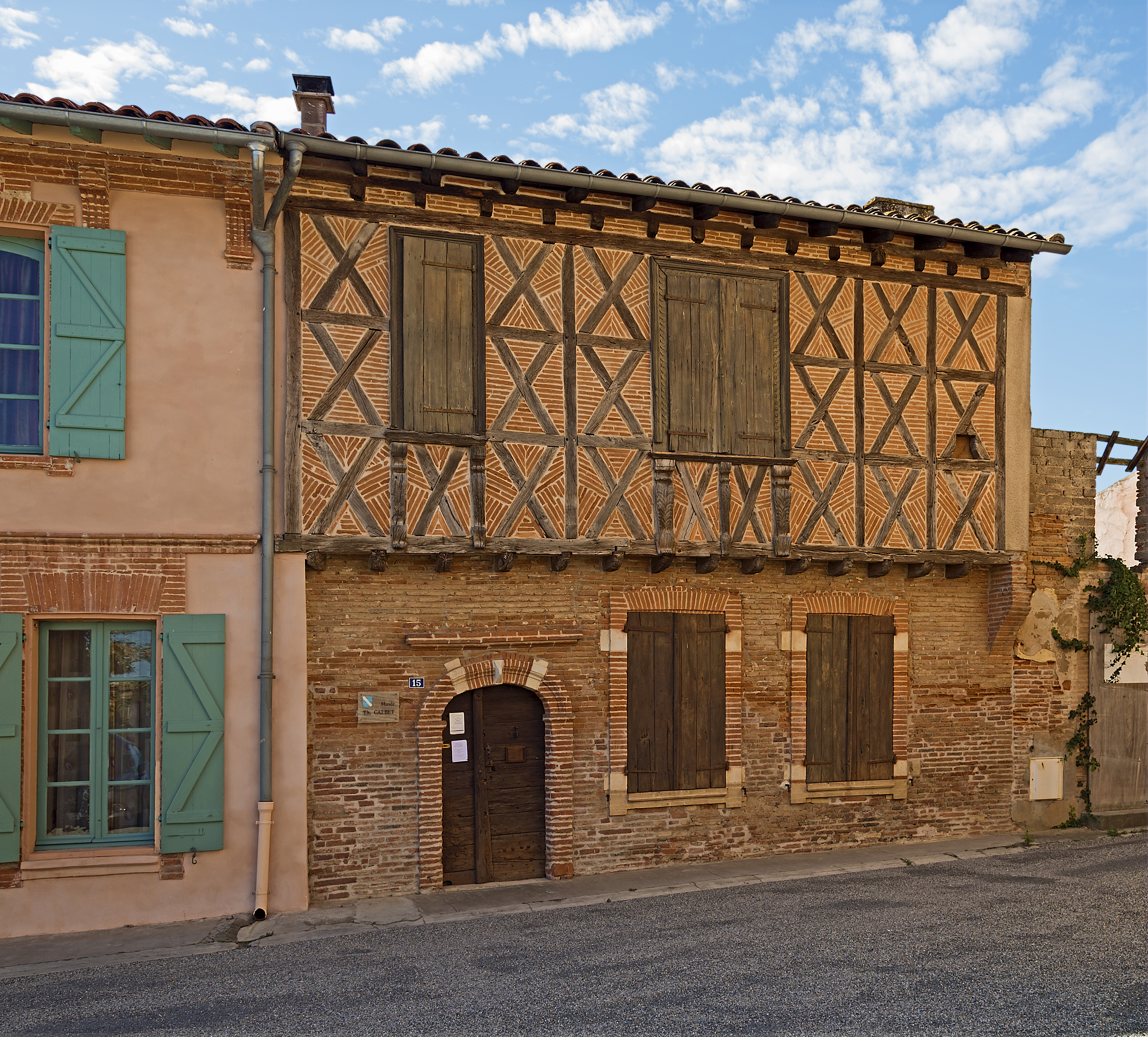
Musée Calbet

## Verkehr
Grisolles liegt am zwischen 1844 und 1856 erbauten Canal latéral à la Garonne, einem Abschnitt des das Mittelmeer mit dem Atlantik verbindenden Schifffahrtswegs Canal des Deux Mers.
Im August 1856 wurde die Teilstrecke von Valence d’Agen nach Toulouse der Bahnstrecke Bordeaux–Sète eröffnet, an der Grisolles einen Bahnhof erhielt. Aktuell wird er von Regionalzügen des Transport express régional (TER) bedient.
Durch die Gemeinde führen mehrere Departementsstraßen; die ehemalige Nationalstraße N 113 wurde zur D 813 abgestuft. Nächste Autobahn ist die Autoroute A 62 mit der Anschlussstelle Saint-Jory.

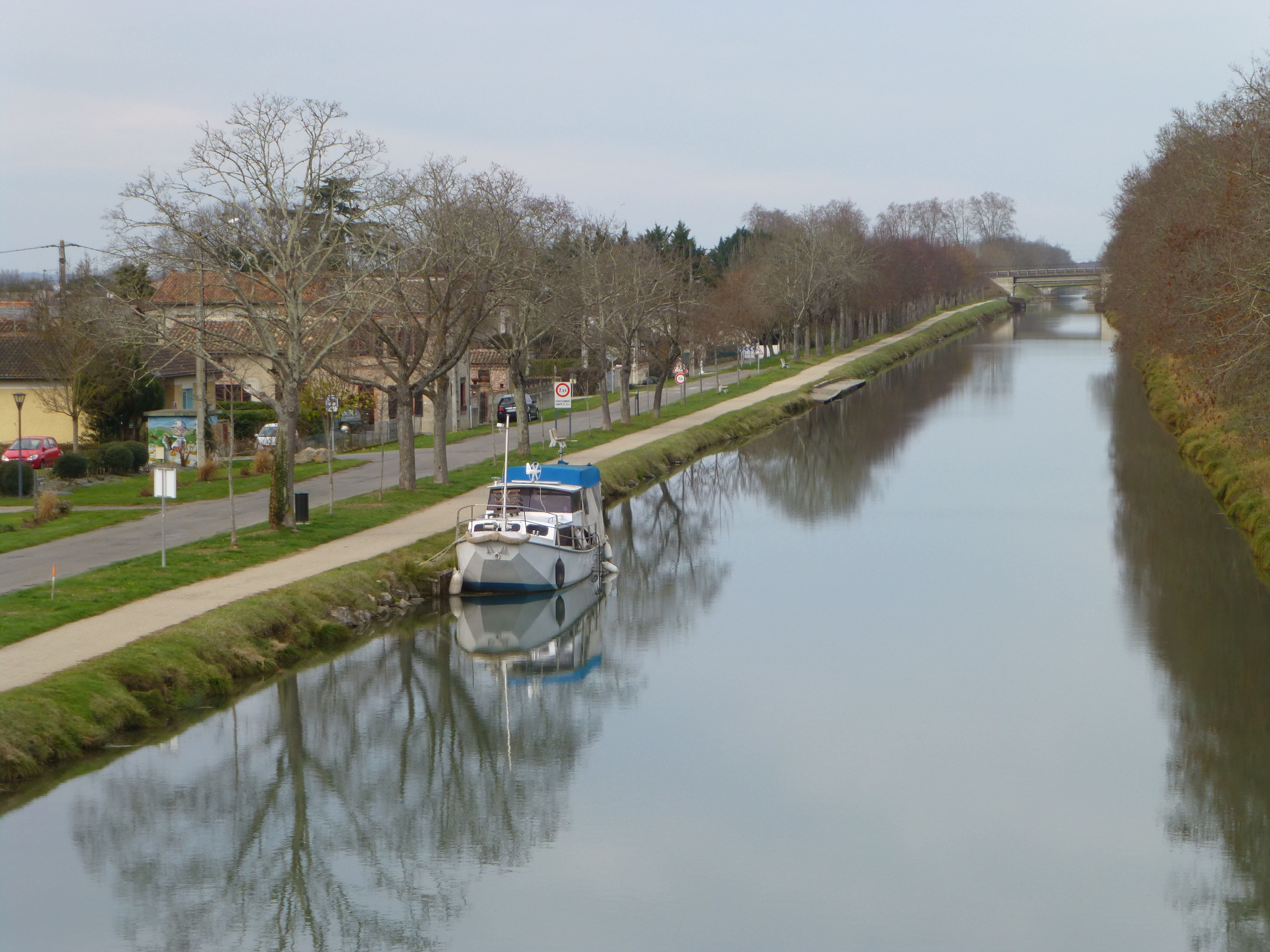
Canal latéral à la Garonne in Grisolles
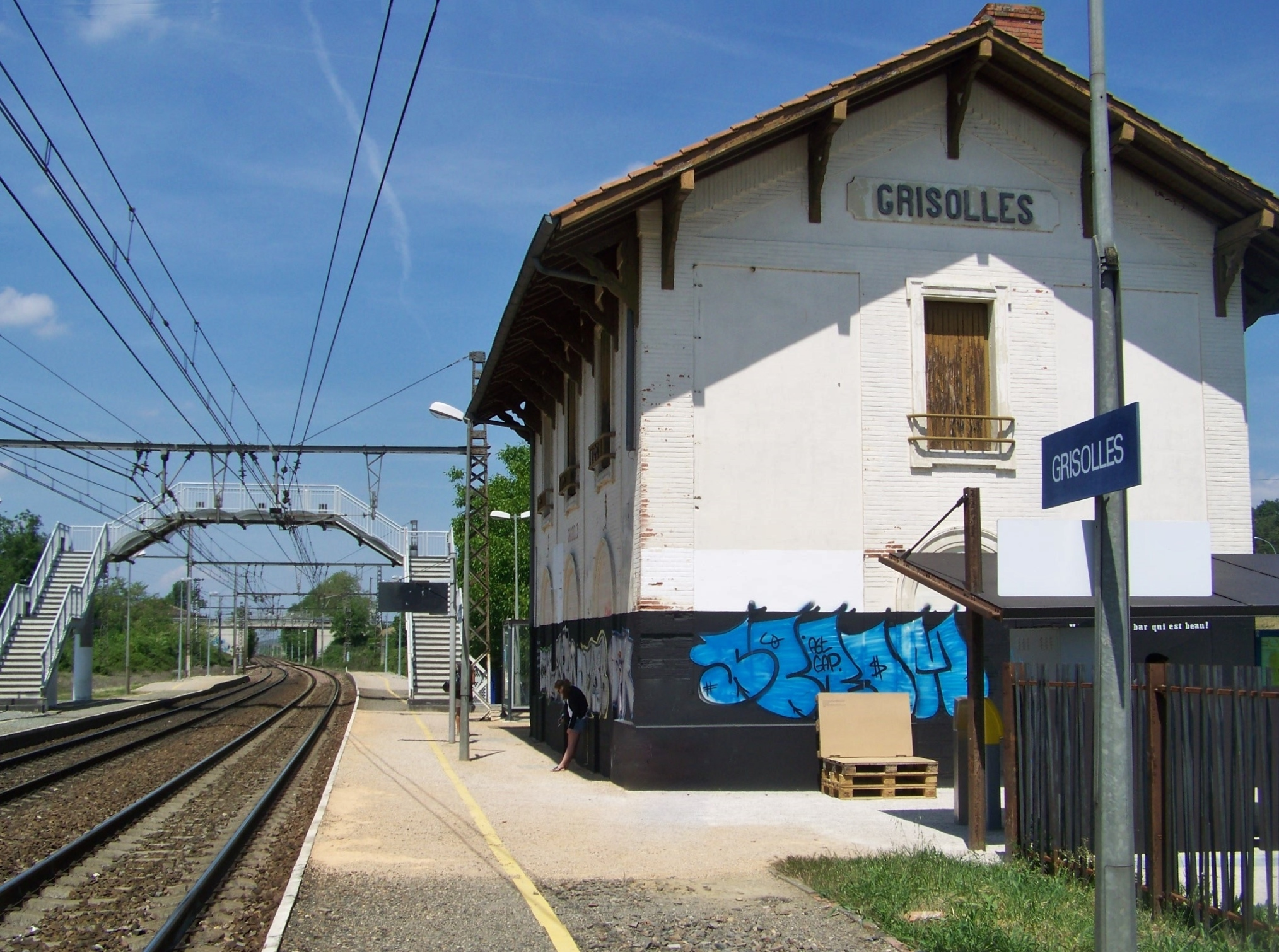
Bahnhof